# Tourville-sur-Pont-Audemer
Tourville-sur-Pont-Audemer település Franciaországban, Eure megyében. Lakosainak száma 722 fő (2022. január 1.). Tourville-sur-Pont-Audemer Les Préaux, Pont-Audemer, Campigny, Saint-Siméon és Selles községekkel határos.

## Népesség
A település népessége az elmúlt években az alábbi módon változott:
| Lakosok száma | 506  | 507  | 528  | 712  | 735  | 737  | 721  | 730  | 731  | 722  |
|               | 1968 | 1982 | 1990 | 2006 | 2013 | 2015 | 2017 | 2019 | 2020 | 2022 |